# Villaconejos
Villaconejos es un municipio y localidad española de la Comunidad de Madrid, con una población de 3508 habitantes (INE 2024). Es conocida por los melones que crecen en sus campos y su edificio más antiguo es la iglesia de San Nicolás de Bari, del siglo XVI.

## Etimología
El nombre del pueblo ha ido derivando desde Villa de los Conejos hasta el que hoy conserva, pasando por pocos estadios más (Villa Conejos, Villaconejos). El nombre supone pensar que en la zona abundaban los lepóridos y se practicaba su caza. Existe un paraje conocido como el Vedado y un pequeño cerro conocido como Cerro Barbero, pero antes llamado Cerro Galguero. Estos términos están relacionados con la caza: la zona vedada y los galgos, perros comúnmente usados para cazar por su agilidad y rapidez. La actividad de la caza se llevaba a cabo hasta hace bien poco, existiendo anteriormente, incluso, una asociación de cazadores. La multitud de conejos en la zona y la fama y calidad de sus melones desde hace tiempo consta en escritos históricos.
En el año 1561 tuvo lugar una tala de árboles importante en la zona conocida como el Montecillo, que contaba con numerosos encinas, pinos y quejigo, tan frondoso que era habitado por gran número de lobos. La corta de leña se llevó a cabo acordada por vecinos de Colmenar de Oreja y Villaconejos. Los vecinos tenían que realizar batidas de vez en cuando debido a que estos mamíferos llegaban a las entradas de los pueblos, poniendo en peligro a los habitantes. El hecho de que hubiera lobos, por tanto, se debe también a que había conejos como alimento.

## Geografía
El municipio se encuentra en el sur de la comunidad autónoma uniprovincial de Madrid, en la parte central de la península ibérica. Pertenecería a la comarca de Las Vegas o a la comarca de la Alcarria de Chinchón.[cita requerida] Su superficie es de 36,65 km² y se encuentra a una altitud de 680 m sobre el nivel del mar. A sus habitantes se los conoce como conejeros.

## Transporte público
Villaconejos cuenta con dos líneas de autobús, conectando una con Madrid en Villaverde Bajo-Cruce. Las líneas son:
| Línea | Recorrido                                     |
| ----- | --------------------------------------------- |
| 415   | Madrid (Villaverde Bajo-Cruce) - Villaconejos |
| 430   | Aranjuez – Villarejo de Salvanés              |

## Historia
Es posible que la aparición de Villaconejos sucediera antes del siglo VIII, mientras otros expertos opinan que se originara durante el período de la Reconquista.
Dos calzadas romanas muy importantes atravesaban esta zona: la calzada que iba de Augusta Emerita (actual Mérida) a Caesar Augusta (Zaragoza) y la calzada que llevaba desde Urci (Benahadux, Almería) hasta Flaviobriga (Castro Urdiales, Cantabria). Muchas de las vías medievales aprovecharían posteriormente las antiguas calzadas romanas, y ambos tramos perduraron en la zona, quedando hasta nuestros días casi tal cual estaban. De hecho, es muy seguro que la cañada que une las carreteras Villaconejos-Aranjuez y Villaconejos-Titulcia y que toca la base de Valtaray sea parte de la ruta Urci-Flaviobriga.
El general árabe Tarik, enviado por Musa y primer general de su región en pisar tierras hispanas, y sus tropas anduvieron por Valtaray, un valle del lugar tal vez conocido por los romanos como Vallis Taraci, alrededor del año 711, formándose así como zona habitual de paso por árabes.
Muchos de los pueblos de la zona pertenecían a la Corona por varios siglos hasta el XVIII o eran de señorío nobiliario. Villaconejos, entre otras tierras, se integró en la Comunidad de ciudad y tierra de Segovia, en el Sexmo de Valdemoro, por Enrique IV en 1454 durante un período de repoblación.
Según Jesús Sancho, en su libro Villaconejos - Apuntes de nuestro pueblo, algunos antiguos escritos definen al pueblo en una época antigua de este modo:

"...una villa con sólo 200 casas inferiores, de un sólo piso; una plaza bastante extensa; casa Ayuntamiento; un hospital para los pobres transeuntes; cárcel poco sana e insegura; escuela de primeras letras de niños, dotada con 1.800 reales y otra de niñas que no recibe más dotación que la estipulada con los padres de sus alumnas, pero siempre inferior a la del maestro".
"...había mercados los martes y los viernes, en cuyos días se proveían de los artículos que carecían los 130 vecinos, que era la población de entonces".

En 1480, son eximidos de la jurisdicción de Segovia por los Reyes Católicos «1.200 vasallos de Chinchón, Valdelaguna, Villaconejos, Bayona, Ciempozuelos y San Martín de la Vega, además de los pertenecientes a los lugares del sexmo de Casarrubios» para los marqueses de Moya Andrés Cabrera y su mujer Beatriz de Bobadilla.
En 1706, las tropas que en la Guerra de Sucesión se apoderaron de Madrid y las de Felipe V, que la recuperaron, pasaron por la villa. Algunos de los soldados extranjeros a quienes dieron muerte las tropas de Felipe V fueron enterrados en la Iglesia.
Hasta el año 1834, Villaconejos perteneció judicialmente al sexmo de Valdemoro. A partir de entonces, con 170 habitantes, pasa a depender de Chinchón, mientras que la iglesia pertenecía a la diócesis de Ocaña-La Guardia y al Arzobispado de Toledo hasta el 1881, año en el que se traspasa a la diócesis de Madrid-Alcalá. La administración del pueblo fue llevada a cabo por la Comunidad de Villa y Tierra de Segovia hasta que pasa a la Comunidad de Villa y Tierra de Madrid en 1801, posteriormente incluida en la creación administrativa de la provincia de Madrid en 1833.
Hacia mediados del siglo XIX, el lugar tenía contabilizada una población de 825 habitantes. La localidad aparece descrita en el decimosexto volumen del Diccionario geográfico-estadístico-histórico de España y sus posesiones de Ultramar de Pascual Madoz de la siguiente manera:

VILLACONEJOS: v. con ayunt. de la prov. y aud. terr. de Madrid (7 leg.), part. jud. de Chinchón (1), c. g. de Castilla la Nueva, dióc. de Toledo (9), sit. en terreno llano con vertientes a la parte de O. y en algun tanto resguardada del viento N., la combaten los del E. S. y O. y su clima es frio y afecto á afecciones catarrales. Tiene 200 casas inferiores y de un solo piso; una plaza bastante estensa; casa de ayunt., un hospital para los pobres transeuntes, cárcel poco sana, é insegura; escuela de primeras letras para niños dotada con 1,800 rs.; otra de niñas, cuya maestra no recibe mas dotacion que la que estipula con los padres de sus discípulas , y una igl. parr. (San Nicolás de Barí) con curato de 2.º ascenso y de provision ordinaria; es anejo de esta parr. el desp. de la Horcajada, en el real patrimonio de Aranjuez: en los afueras se encuentran 2 ermitas, Sta. Ana y Ntra. Sra. de la Concepcion en la que se construyó en 1832 el cementerio capaz y ventilado: los vec. se surten de aguas para sus usos de las de una fuente enclavada en térm. de Colmenar, las cuales fueron cedidas á este en compensacion de una porcion de terreno: para los ganados se utilizan las de varios pozos que hay en las casas. Confina el térm. N. Chincon y E. S. y O. Colmenar de Oreja: se estiende 1/2 leg. de N. á S., y 1 1/2 de E. á O. y comprende 2 corrales para ganado lanar, diferentes pozos de aguas saladas, que sirven de abrevadero para los ganados, y 3,169 obradas, incluyendo 60 de monte, 15,000 olivos y 22,000 vides. El terreno es de mediana calidad: caminos: el que de Aranjuez dirije á Chinchon, y los locales, todos deteriorados: el correo se recibe en la cab. del part. por balijero. prod.: trigo, cebada, vino, aceite y algunas legumbres verdes y secas: mantiene ganado lanar, vacuno y mular y cria alguna caza menor. ind.: 4 molinos de aceite; y panaderia á la que se dedican con especialidad; se celebra mercado los martes y viernes, en cuyos dias se proveen de todos los art. de que se carece. pobl.: 130 vec., 825 alm. cap. prod.: 3.100,773 rs. imp.: 142,233. contr.: 9,65 por 100.
(Madoz, 1850, pp. 111-112)

| 1454                                                                       | 1500                                    | 1550                                                    | 1580-81                                | 1634                           | 1734             | 1801                                                                         | 1882                                          | 1925                          | 1967-70                                 |
| -------------------------------------------------------------------------- | --------------------------------------- | ------------------------------------------------------- | -------------------------------------- | ------------------------------ | ---------------- | ---------------------------------------------------------------------------- | --------------------------------------------- | ----------------------------- | --------------------------------------- |
| Las tierras pasan a ser parte de la Comunidad de Villa y Tierra de Segovia | Fase I de la construcción de la Iglesia | Se levanta la ermita de Nuestra Señora de la Concepción | Construcción de la ermita de Santa Ana | Fase II y última de la Iglesia | Cueva del Fraile | Villaconejos pasa a formar parte de la Comunidad de Villa y Tierra de Madrid | Primera fuente de agua potable de Mingorrubio | Muere el pintor Eugenio Oliva | Construcción de la ermita de San Isidro |

## Demografía
Cuenta con una población de 3508 habitantes (INE 2024).
| Gráfica de evolución demográfica de Villaconejos entre 1842 y 2021                                                    |
| |
| Población de derecho según los censos de población del INE. Población de hecho según los censos de población del INE. |

| 2898 | 2909 | 2870 | 2945 | 2972 | 3039 | 3018 | 2979 | 3070 | 3092 | 3159 | 3389 |

## Economía
La actividad principal en la historia del pueblo es la agricultura. Es mediterránea, cultivando olivos, vides y cereales. La calidad del aceite es excelente y los buenos vinos hacen honor a la fama de los viñedos de la zona. De gran fama mundial son también los melones, cuya crianza ocupó al pueblo durante siglos como principal labor. Actualmente la labor de comercialización del melón a nivel nacional e internacional, es una de las principales actividades económicas del municipio.
La ganadería y la caza también han sido importantes, aunque no es superada por la actividad agrícola. Actualmente, no hay ganado en Villaconejos. Entre 1880 y 1914 se extrajo agua mineral rica en sulfato de sodio en un manantial situado en la cabecera el barranco de Villacabras, agua que fue muy popular como purgante en Francia en esa época.

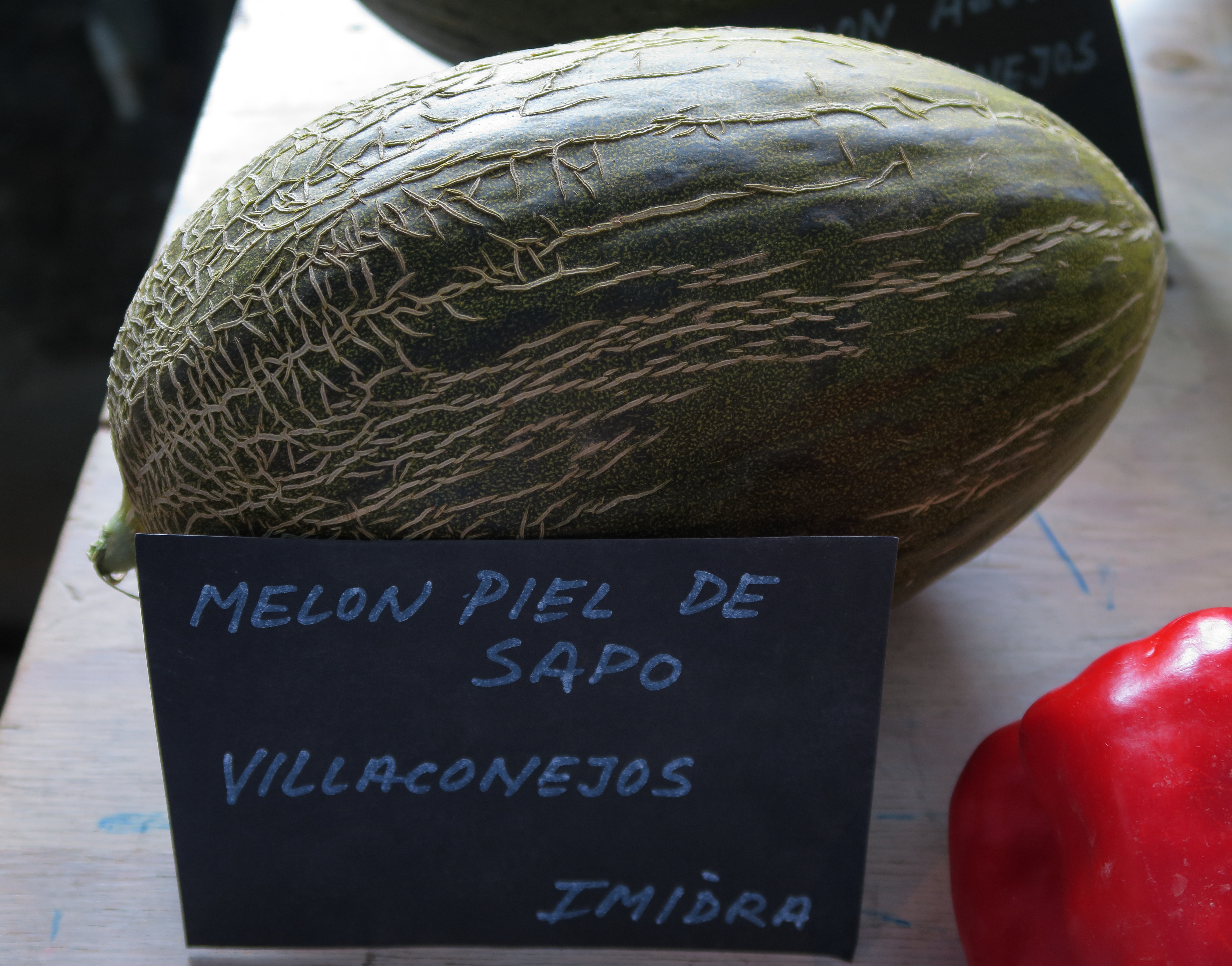
Variedad "melón piel de sapo", de Villaconejos

Acerca de cómo llegaron los famosos melones a estas tierras, corre por el pueblo una leyenda. Se dice que fue un soldado de Zeluán quien trajo, de retorno desde tierras africanas, las primeras semillas envueltas en una tela. Cierta o no, los melones de Villaconejos llevan cultivándose muchísimo tiempo y son famosos desde hace siglos (ya eran conocidos por su fama a finales del siglo XVI y principios del XVII, como se menciona en el libro Historia de Madrid, de Federico Bravo Morata).

## Administración y política
| Periodo   | Nombre                                                         | Partido |
| --------- | -------------------------------------------------------------- | ------- |
| 1979-1983 | Agustín Pérez Escalona                                         | PCE     |
| 1983-1987 | Agustín Pérez Escalona                                         | PCE     |
| 1987-1991 | Daniel Caballero Fernández                                     | PSOE    |
| 1991-1995 | Daniel Caballero Fernández                                     | PSOE    |
| 1995-1999 | María del Carmen Escalona                                      | IU      |
| 1999-2003 | Daniel Caballero Fernández (hasta 2000) Josefina Trigo Sánchez | PSOE IU |
| 2003-2007 | A. Lope Benavente de Blas                                      | PSOE    |
| 2007-2011 | A. Lope Benavente de Blas                                      | PSOE    |
| 2011-2015 | Adolfo Pacheco Sánchez                                         | PP      |
| 2015-2019 | Adolfo Pacheco Sánchez                                         | PP      |
| 2019-2023 | Adolfo Pacheco Sánchez                                         | PP      |

## Monumentos y lugares de interés
- Museo del Melón (1993), único en su género en el mundo. Muestra útiles de labranza utilizados desde los siglos pasados hasta nuestros días, objetos del mundo y vida del melonero, incluyendo la recreación de una choza o un antiguo carro, fotografías, audiovisuales y textos explicativos.
- Cueva del Fraile (1734), su nombre viene dado debido al posible uso que los frailes, de la Orden de los Carmelitas Descalzos, supuestamente asentados en el pueblo durante aquella época hacían de la cueva. Es posible que la utilizaran como bodega, para conservar y guardar en tinajas los buenos vinos de la tierra. En la época de la Guerra Civil fue utilizada como refugio nocturno de un batallón disciplinario. Posteriormente, y hasta nuestros días, la cueva ha ido degradándose hasta llegar al mal estado que hoy en día muestra.
- El barranco de Villacabras se encuentra situado a unos 3 km de la zona urbana. El barranco, hoy en buen estado, está repleto de vegetación, cuevas y manantiales por donde corren aguas mineromedicinales.[9]

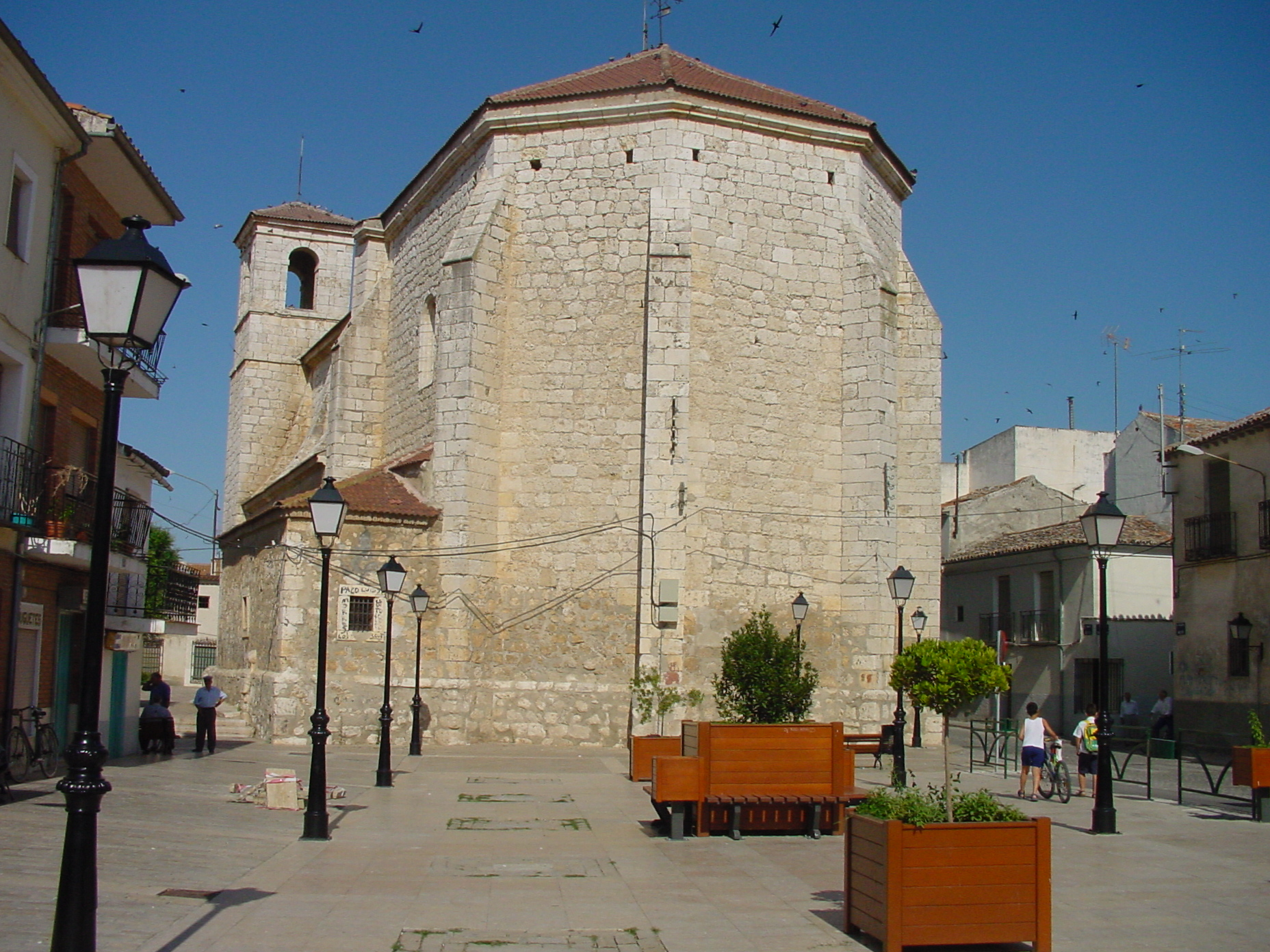
Iglesia de San Nicolás de Bari

- Iglesia parroquial de San Nicolás de Bari.[6]
- Ermita de Santa Ana,[6] del año 1578 y restaurada en algunas ocasiones desde entonces.
- Ermita de San Isidro, acabada en el año 1970.
- Antes de ser construidas las dos ermitas anteriores se erigió la ermita de Nuestra Señora de la Concepción que en la actualidad no se conserva.

## Fiestas
- Fiesta del Cristo. La fiesta en honor al Santísimo Cristo de la Buena Dicha se celebra el primer domingo del mes de mayo.
- Fiesta de San Isidro. En honor a san Isidro Labrador, se celebra el día 15 de mayo.
- Fiesta de Santa Ana. Esta fiesta se celebra en honor a santa Ana entre los días 25-26 del mes de julio.
- Fiesta del Melón. La Fiesta del Melón se celebra el día 12 de octubre. Históricamente, en este día se celebra el día de la Hispanidad. La Cooperativa quiso aprovechar esta fiesta para celebrar también en ella el regreso de los vecinos que dejaron temporalmente su hogar para partir en busca de unas tierras en las que depositar y cultivar las selectas semillas de los famosos melones. Por ello, además de ser el día de la Hispanidad, constituye para Villaconejos el 12 de octubre el día del Melonero o Fiesta del Melón. Con tal motivo se organiza, entre otros festejos, fuegos artificiales, juegos y competiciones variadas, bailes en la Plaza Mayor y, por las mañanas, los típicos encierros de novillos que han de ser lidiados por la tarde.

## Educación
En Villaconejos hay una guardería pública y un colegio público de educación infantil y primaria.

## Personas notables
- Eugenio Oliva, nacido en Palencia aunque vivió desde 1920 en Villaconejos, donde murió y fue enterrado. Pintor y profesor cuyas obras llegaron incluso a la Ciudad del Vaticano.
- Márgaro Martínez, famoso bandolero de la zona que nació y vivió en Villaconejos.[cita requerida]